# Хернек, Иштван
И́штван Хе́рнек (венг. István Hernek; 23 апреля 1935, Тёрёксзентмиклос — 25 сентября 2014, Сейнт-Игнас) — венгерский гребец-каноист, выступал за сборную Венгрии в середине 1950-х годов. Бронзовый призёр летних Олимпийских игр в Мельбурне, серебряный и бронзовый призёр чемпионата мира, победитель многих регат национального и международного значения.

## Биография
Иштван Хернек родился 23 апреля 1935 года в городе Тёрёкбалинте, медье Пешт. Активно заниматься греблей начал в с раннего детства, проходил подготовку в Будапеште, состоял в столичном спортивном клубе «Будапешт Хонвед».
Первого серьёзного успеха на взрослом международном уровне добился в 1954 году, когда попал в основной состав венгерской национальной сборной и побывал на чемпионате мира во французском Маконе, откуда привёз награды серебряного и бронзового достоинства, выигранные в зачёте одиночных каноэ на дистанциях 1000 и 10000 метров соответственно.
Благодаря череде удачных выступлений удостоился права защищать честь страны на летних Олимпийских играх 1956 года в Мельбурне. Стартовал здесь в одиночках на тысяче метрах, занял в финале второе место и завоевал тем самым серебряную олимпийскую медаль, уступив золото румыну Леону Ротману.
В 1956 году в Венгрии началось восстание, Хернек воспользовался этим и не стал возвращаться в Венгрию, бежал в США. Женился на американской байдарочнице Мэри Энн Дукаи, участнице Олимпийских игр 1960 года в Риме, став также её личным тренером. В течение 32 лет работал инженером гидротехнических сооружений. Позже вместе с женой открыл собственный мотель в городе Сейнт-Игнас, штат Мичиган.
Умер 25 сентября 2014 года в результате несчастного случая — упал с крыши своего мотеля во время проведения ремонтных работ.